# Þórunn Jónassen
Þórunn Jónassen, född 1850, död 1922, var en isländsk politiker. 
Þórunns föräldrar var Pétur Hafstein, häradsman och amtsman, och Guðrún Hannesdóttir Stephensen. Hon studerade vid Nathalie Zahles skola i Köpenhamn. Hon bosatte sig 1871 i Reykjavík och gifte sig samma år med Jónas Jónassen, läkare vid sjukhuset i Reykjavík . 
Hon blev 1875 medgrundare till Thorvaldsensfélagið, och var dess ordförande 1875-1922. Hon var verksam till förmån för införandet av kvinnlig rösträtt.
År 1908 infördes kvinnlig rösträtt till stadsfullmäktige på Island. I valet samma år blev hon en av de fyra första kvinnorna som valdes in i stadsfullmäktige i Reykjavik: Katrín Magnússon, ordförande för isländska kvinnoförbundet, Þórunn Jónassen, ordförande i  Thorvaldsen-föreningen, Bríet Bjarnhéðinsdóttir, ordförande i isländska kvinnorättsföreningen och Guðrún Björnsdóttir, medlem av isländska kvinnorättsföreningen, valdes alla in i stadsfullmäktige det året.   Hon var ledamot 1908-1914. 